# Шия (приток Малого Черемшана)
Шия (овр. Юлдузский) — река в России, протекает по Татарстану.

## География и гидрология
Шия — правобережный приток реки Малый Черемшан, её устье находится в 57 километрах от устья реки Малый Черемшан. Длина реки — 16 километров. Площадь водосборного бассейна — 111 км².
Приток реки Шия: Шиятоша.

## Данные водного реестра
По данным государственного водного реестра России относится к Нижневолжскому бассейновому округу, водохозяйственный участок реки — Большой Черемшан от истока и до устья. Речной бассейн реки — Волга от верхнего Куйбышевского водохранилища до впадения в Каспий.
Код объекта в государственном водном реестре — 11010000412112100005220.